# Harpstedt-Nienburg-groep

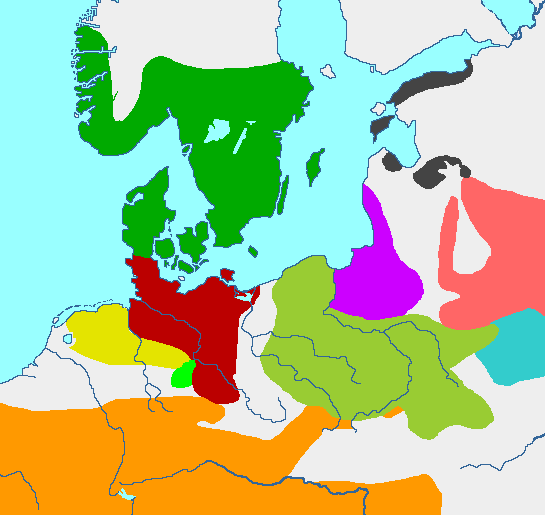
Vroege ijzertijd:
Harpstedt-Nienburg-groep
Jastorfcultuur
Noordse bronstijd
La Tènecultuur
Huisurnencultuur

De Harpstedt-Nienburg-groep is een archeologisch complex uit de pre-Romeinse ijzertijd op de hogere zandgronden van Noordwest-Duitsland en Oost-Nederland. Van een kerngebied aan de Midden-Wezer spreidde de cultuur zich uit tussen de Eems en Midden-Elbe en in het zuiden tot aan de Nederrijn.

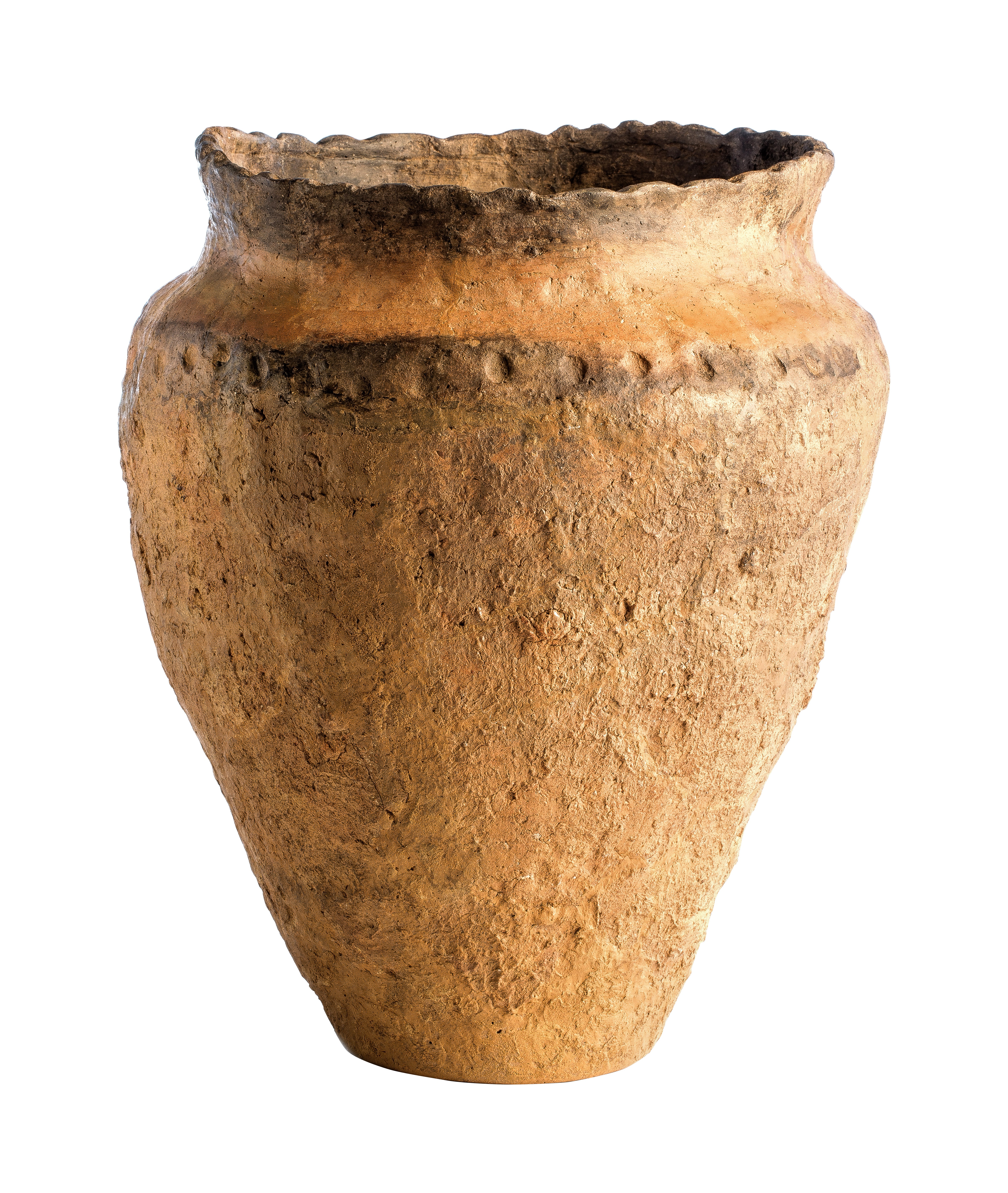
Harpstedturne, 800 tot 600 v.C., gevonden in Neerpelt (Gallo-Romeins Museum, Tongeren)

Ze is vernoemd naar twee karakteristieke vormen van aardewerk, de Harpstedter Rauhtopf en de Nienburger Tasse.

## Harpstedt-keramiek

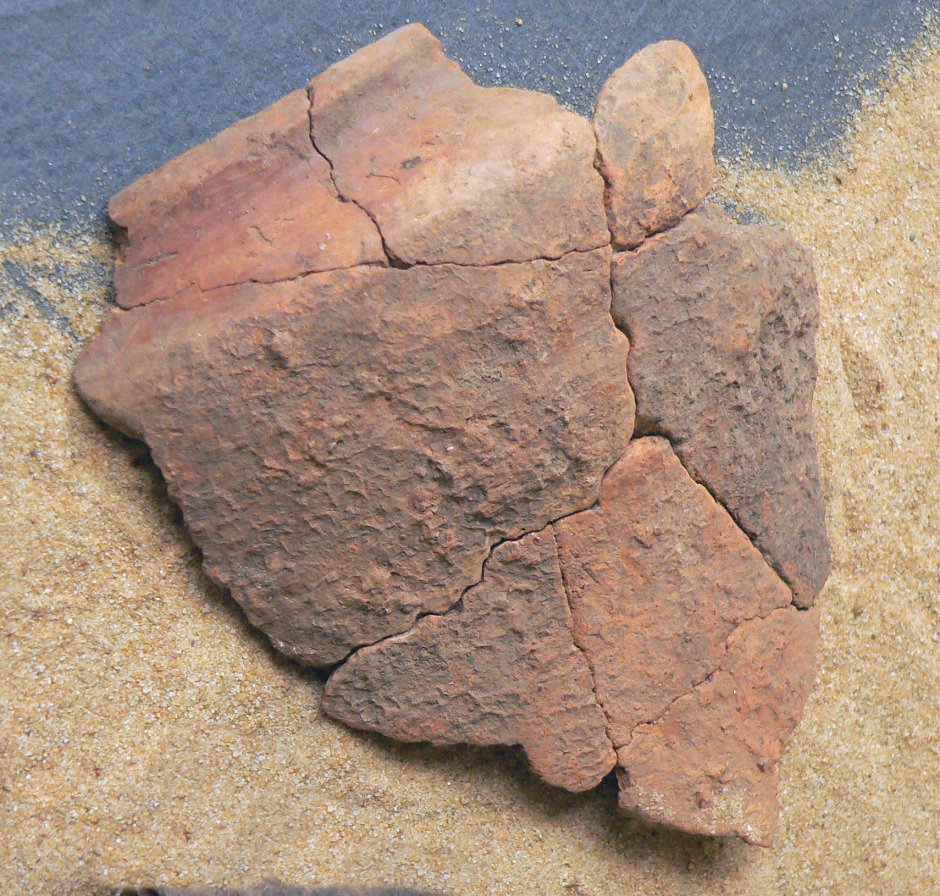
Harpstedt-keramiek uit Bantorf

De ruwe Harpstedter pot is vernoemd naar de plaats Harpstedt in Nedersaksen. Ze wordt gevonden in een oudere breed uitlopende en een jongere slanke vorm.
De van sterk gemagerde klei vervaardigde wand is meestal opgeruwd met kleislib. De relatief grove stijl heeft geleid tot de Duitse benaming Rauhtopf. De ruwe potten hebben als enige versiering een door vingernagelindrukken ingekeepte strook onder de rand.
Het verspreidingsgebied is betrekkelijk gesloten. Beide vormen nemen de ruimte tussen Aller en Nederrijn, met vondstconcentraties aan de Midden-Weser. De kuststrook tussen Weser en Ems lijkt bijna leeg te zijn. In Westfalen komt de jongere vorm iets vaker voor dan de oudere.

## Nienburg-keramiek

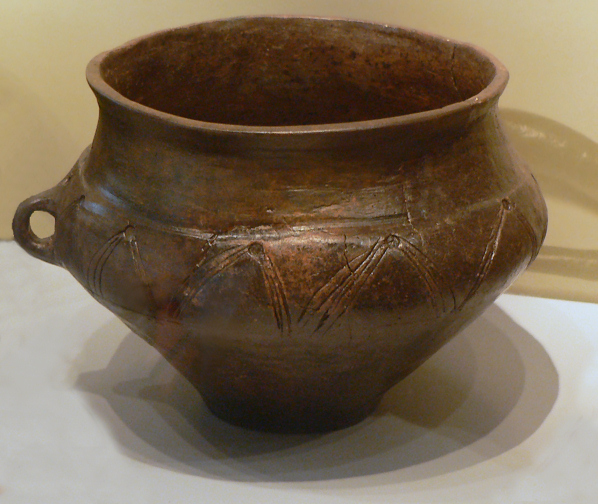
Nienburger kom uit Mehlbergen, gem. Balge, Samtgemeinde Marklohe

De eerste vindplaats van het Nienburgkeramiek was bij Nienburg-Erichshagen, waar in de 19e eeuw de eerste ontdekkingen werden gedaan in een grafheuvelveld. Karakteristiek voor de Nienburggroep is de Nienburger Tasse, glad aardewerk met brede opening, korte hals en overvloedig versierde schouder.

## Cultuur
De Harpstedt-Nienburggroep nam een middenpositie in tussen de Centraal-Europese (Keltische) La Tènecultuur in het zuiden en de (Germaanse) Jastorfcultuur in het noordoosten tussen Weser en Oder. In het zuiden waren er al tekenen van een hoge cultuur met stadachtige nederzettingen (de zogenaamde oppida), met een rijke bovenlaag en intensieve contacten met het Middellandse Zee-gebied. In tegenstelling daarmee toont de Harpstedt-Nienburger groep tegenover de bronstijd slechts geringe veranderingen, karige materiële omstandigheden, en slechts weinig tekenen van sociale differentiatie.
De vondsten van de Harpstedt-Nienburggroep zijn zowel ruimtelijk als in de tijd ongelijkmatig. Door regionale verschillen wordt een onderscheid gemaakt tussen een Ems-Hunte groep in het westen en een Nienburggroep in het oosten. Opvallend is het verschil in huisvormen: In het westen was het tweebeukige huis gebruikelijk, in het oosten en noorden het driebeukige langhuis, dat zich eeuwen later tot de hallenhuisboerderij ontwikkelde. In zowel de twee- als driebeukige huizen leefden mensen en dieren onder één dak (woonstalhuis). De eenvoudige boerderijen stonden als strooinederzettingen in het land, een nederzettingspatroon dat zich ten westen van de Weser tot de dag van vandaag heeft bewaard.
De invloeden uit het zuiden waren tijdens de Hallstatt-periode nog gering, maar werden sterker in de La Tèneperiode. In de 3e eeuw voor Christus werden in het zuidelijke grensgebied van de Harpstedt-Nienburggroep verdedigingswallen gebouwd. Ook de cultus van de dood veranderde zich. Gedurende de hele periode werden doden meestal verbrand. In de vroege ijzertijd werd de as bewaard in een urn welke begraven werd op begraafplaatsen, die al in de bronstijd dit doel hadden. Later werden de lichamen op nieuwe locaties op een brandstapel verbrand en met een grafheuvel bedekt. De ijzertijdgrafheuvels in dit gebied zijn echter veel kleiner dan in andere regio's.

## Taal
Door de voorstanders van de controversiële Noordwestblok-theorie wordt het gebied van de Harpstedt-Nienburger groep gezien als ontstaan uit de voor-Germaanse Elpcultuur, die door een kleine Germaanse elite van taal veranderde.